# Ordinanza di polizia RSI n.5
L'ordinanza di polizia RSI n.5 fu emessa il 30 novembre 1943 nella Repubblica Sociale Italiana (RSI) per obbligare la polizia italiana ad arrestare tutti gli ebrei tranne i nati da matrimoni misti, previo controllo della polizia stessa.
L'ordinanza segnò il definitivo mutamento dell'atteggiamento dell'Italia fascista nei confronti della minoranza ebraica presente nel Paese, passata dall'iniziale partecipazione attiva, al movimento fascista, all'ufficiale discriminazione con le leggi razziali del 1938, alla successiva dichiarazione di "nazionalità nemica" al Congresso di Verona dei primi di novembre 1943 e, infine, all'arresto e alla deportazione nei campi di sterminio con questo provvedimento di fine novembre.
L'effetto avuto dall'ordinanza sulla popolazione può essere stimato grazie a due fattori: circa la metà degli ebrei catturati in Italia durante l'Olocausto furono arrestati dalla polizia italiana; nell'Italia fascista furono aperti una serie di campi di concentramento per gli ebrei arrestati subito dopo l'ordinanza.

## Antefatti
Fino al 1938, i circa 40.000 ebrei italiani subirono molte meno persecuzioni nell'Italia fascista rispetto agli ebrei nella Germania nazista. Nei territori occupati dall'Italia in Grecia, Francia e Jugoslavia, dopo lo scoppio della seconda guerra mondiale, gli ebrei trovarono addirittura protezione dalle persecuzioni.
La situazione iniziò a cambiare con le leggi razziali italiane del 1938, quando gli ebrei persero i loro diritti civili, inclusi le proprietà, l'istruzione e il lavoro ma, a differenza degli ebrei nei paesi allineati con l'Asse, non furono assassinati o deportati nei campi di sterminio.
Il 25 luglio 1943, con la caduta del regime fascista, la situazione in Italia mutò: i detenuti dei campi di internamento furono gradualmente rilasciati, compresi i prigionieri ebrei. Questa fase, tuttavia, non era ancora completata quando le autorità tedesche presero il controllo dei campi nel settembre 1943, dopo la resa italiana dell'8 settembre.
Inizialmente, dopo la resa, la polizia italiana aveva assistito al rastrellamento degli ebrei solo su richiesta delle autorità tedesche, l'atteggiamento dei fascisti italiani nei confronti degli ebrei italiani si inasprì ancora nel novembre 1943, dopo che le autorità fasciste li dichiararono di "nazionalità nemica" durante il Congresso di Verona: iniziarono a partecipare attivamente al perseguimento e all'arresto degli ebrei, con il Manifesto di Verona, gli ebrei vennero dichiarati stranieri e, in tempo di guerra, nemici.

## Ordinanza
L'ordinanza fu emessa telefonicamente da Guido Buffarini Guidi, Ministro dell'Interno della Repubblica Sociale Italiana, la sera del 30 novembre 1943 e confermata il giorno successivo tramite telegramma. L'ordine specificò la confisca dei loro beni e l'internamento di tutti gli ebrei tranne quelli nati da matrimoni misti, stabilendo che la polizia avrebbe dovuto sorvegliare questi ultimi. Fu anche specificato che gli ebrei arrestati dovessero essere tenuti nei campi di concentramento.

## Esecuzione
L'ordinanza n. 5 non segnò l'inizio dell'arresto, della deportazione e dell'uccisione degli ebrei in Italia: tali atti iniziarono quasi immediatamente dopo l'inizio dell'occupazione tedesca a settembre, come nel caso del rastrellamento del ghetto di Roma del 16 ottobre 1943, quando oltre 1.000 ebrei furono arrestati per essere deportati e uccisi ad Auschwitz, dove la polizia romana non partecipò e non fu chiamata perché i tedeschi li ritenevano poco affidabili.
Fino all'emissione dell'ordinanza, la polizia italiana aveva aiutato i tedeschi nell'arresto e nella persecuzione degli ebrei solo quando richiesto, mentre dal 1º dicembre 1943 lo fece di propria iniziativa. Il governo italiano fascista istituì dei campi di concentramento per gli ebrei arrestati in seguito all'ordinanza n. 5, come il campo di Fossoli, riaperto nel dicembre 1943, e poi consegnato ai tedeschi nel marzo 1944.
La questione del coinvolgimento italiano nell'Olocausto ha ricevuto poca attenzione per molti decenni dopo la guerra, ma si stima che circa la metà di tutti gli ebrei siano stati arrestati dalla polizia italiana. Nei 19 mesi di occupazione tedesca, dal settembre 1943 al maggio 1945, fu uccisa dai nazisti il 20% della popolazione ebraica italiana presente nell'anteguerra, cioè 8.000 persone. L'effettiva popolazione ebraica in Italia durante la guerra fu tuttavia superiore ai 40.000 iniziali poiché il governo italiano aveva già evacuato 4.000 profughi ebrei dalle sue zone di occupazione solo nell'Italia meridionale. Nel settembre 1943, 43.000 ebrei furono presenti nel nord Italia e, alla fine della guerra, 40.000 ebrei in Italia furono sopravvissuti all'Olocausto.

### Modifica
Guido Buffarini Guidi modificò il suo ordine dieci giorni dopo, il 10 dicembre, per escludere dall'arresto gli ebrei di età superiore ai 70 anni o gravemente malati. Questo cambiamento causò una certa confusione nelle forze di polizia e non fu ben accolto dai tedeschi che volevano che tutti gli ebrei fossero arrestati e deportati.

## Documentazione sopravvissuta
Copie dell'ordine originale sopravvivono in vari archivi di stato in Italia.